# Hydrangea aspera
Espèce

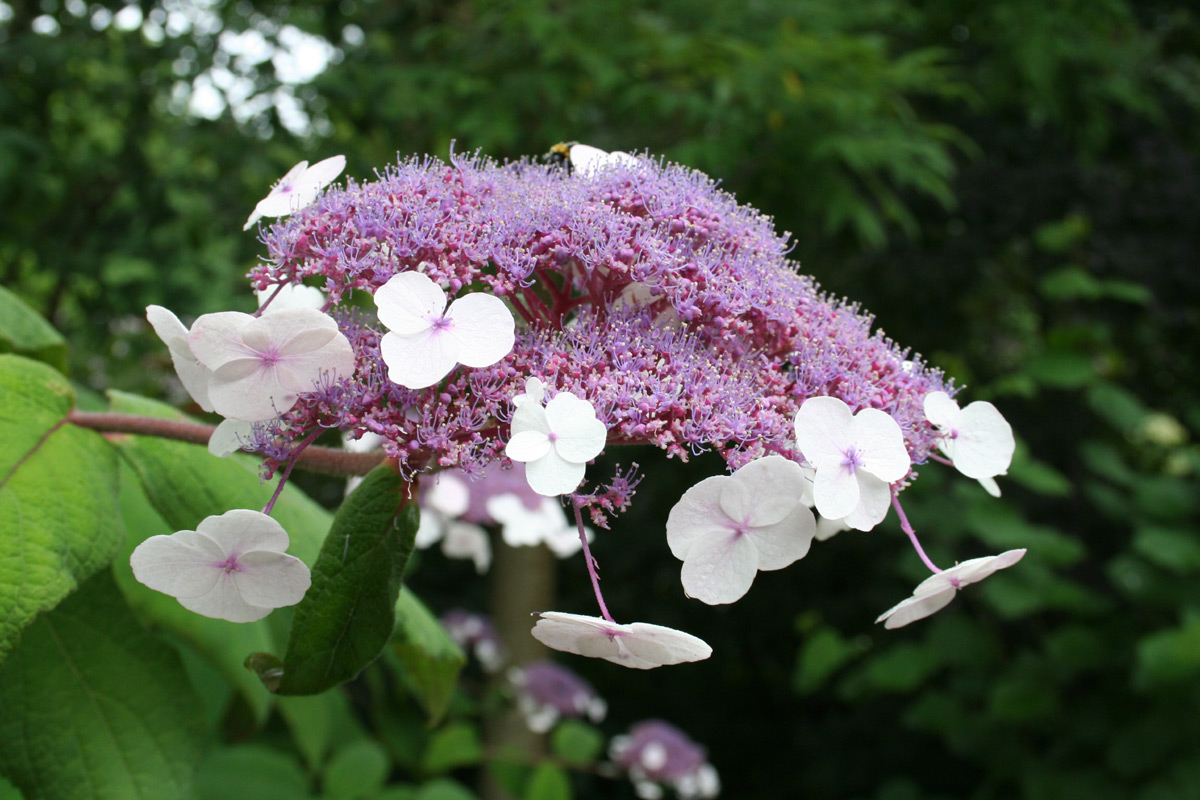
Inflorescence rose.

Hydrangea aspera est une espèce de plantes à fleurs de la famille des Hydrangeaceae. Son aire de répartition naturelle s'étend de l'Himalaya à la Chine centrale et méridionale, en Indochine et à Taïwan. C'est un arbuste ou un arbre qui pousse principalement dans les régions tempérées.

## Description
Hydrangea aspera est un grand arbuste à feuilles caduques qui peut atteindre 3 m de haut et de large, avec des feuilles largement ovales et des branches denses. Les fleurs poussent généralement en grandes têtes plates à la fin de l'été et présentent des nuances variables de bleu pâle et de rose, bordées de fleurs stériles blanches ou rose pâle. Hydrangea aspera a des inflorescences en forme de dentelle et à sommet plat, dont les fleurs varient en couleur en fonction du pH du sol,,. Les plantes qui poussent dans un sol acide ont des fleurs aux nuances de bleu variées. Plus le pH est bas, plus le bleu est intense ou pigmenté. À un pH plus élevé ou plus alcalin, les fleurs présentent différentes nuances de rose. Outre le pH du sol, la quantité d'aluminium soluble disponible influence également la couleur des fleurs. Lorsqu'une plante est capable d'absorber davantage d'ions aluminium, la couleur des fleurs est plus bleue. La texture grossière des feuilles d’Hydrangea aspera est l'une des principales caractéristiques qui différencie cette espèce de la sous-espèce d’Hydrangea aspera, ainsi que des autres espèces du genre Hydrangea. La forme, la taille et la texture de la partie inférieure des feuilles de cette espèce varient légèrement selon la région où elle pousse naturellement.

## Répartition et habitat
Hydrangea aspera est originaire des forêts denses de la région située entre l'Himalaya, le sud de la Chine et Taïwan.

## Systématique
Le nom correct complet (avec auteur) de ce taxon est Hydrangea aspera Buch.-Ham. ex D.Don.
Hydrangea aspera a pour synonymes :
- Hortensia aspera Ham.
- Hortensia aspera Ham. ex Dippel
- Hydrangea alba Reinw.
- Hydrangea alba Reinw. ex Miq.
- Hydrangea aspera f. emasculata Chun
- Hydrangea aspera subsp. emasculata Chun
- Hydrangea aspera subsp. strigosior Diels
- Hydrangea aspera subsp. velutina Rehder
- Hydrangea aspera var. angustifolia Diels
- Hydrangea aspera var. cordata Pamp.
- Hydrangea aspera var. scabra Rehder
- Hydrangea aspera var. strigosior Diels
- Hydrangea aspera var. velutina Rehder
- Hydrangea aspera Buch.-Ham.
- Hydrangea coacta C.F.Wei
- Hydrangea glabripes Rehder
- Hydrangea kawakamii Hayata
- Hydrangea oblongifolia Blume
- Hydrangea pubescens Decne.
- Hydrangea vestita var. fimbriata Wall.
- Hydrangea villosa f. sterilis Rehder
- Hydrangea villosa subsp. delicatula Chun
- Hydrangea villosa subsp. sterilis Rehder
- Hydrangea villosa subsp. strigosior (Diels) Rehder
- Hydrangea villosa subsp. velutina (Rehder) Chun
- Hydrangea villosa var. delicatula Chun
- Hydrangea villosa var. strigosior (Diels) Rehder
- Hydrangea villosa var. velutina (Rehder) Chun
- Hydrangea villosa Rehder

### Étymologie
Le latin aspera signifie « à texture rugueuse » et désigne la face inférieure duveteuse des feuilles.